# گردشگری در مالزی

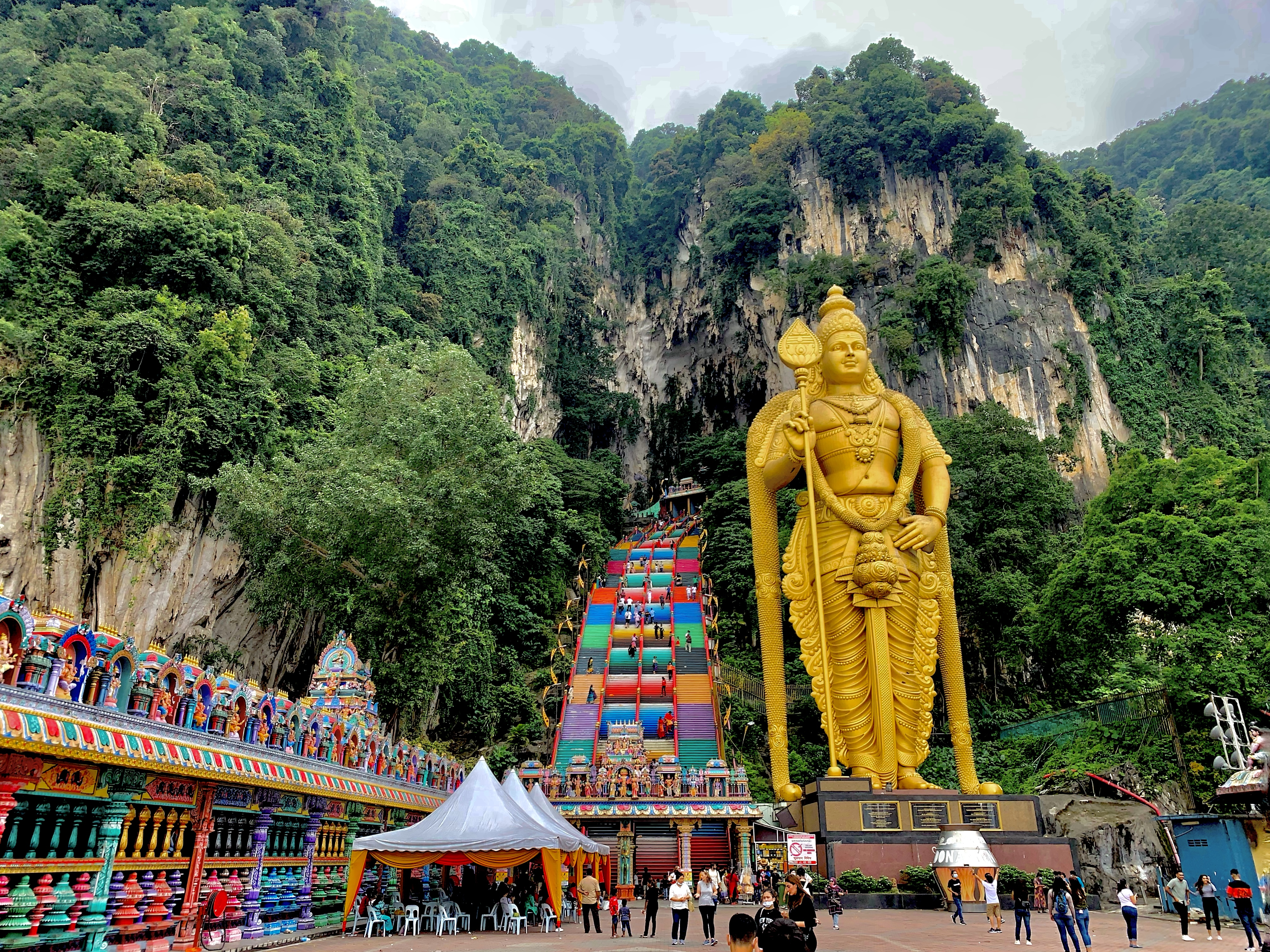
غارهای باتو، جاذبه گردشگری محبوب در سلانگور

گردشگری در مالزی (به انگلیسی: Tourism in Malaysia) یک صنعت بزرگ و منبع درآمد برای اقتصاد مالزی است. در یک دورانی، مالزی از لحاظ ورود گردشگر، رتبه نهم جهان را در اختیار داشت. در سال ۲۰۱۷، گزارش رقابت‌پذیری سفر و گردشگری، با استفاده از شاخص رقابت‌پذیری سفر و گردشگری (TTCI)، رتبه مالزی را در بین ۱۴۱ کشور، در ردیف ۲۶ قرار دارد که مؤلفه‌ها و سیاست‌های گوناگون یک کشور را مورد سنجش قرار می‌دهد و مربوط به فراهم سازی امکان توسعه پایدار بخش‌های گردشگری و سفر است.
در راستای تنوع بخشیدن به اقتصاد مالزی و کاهش وابستگی به صادرات، دولت برای افزایش گردشگری در مالزی تلاش وافری کرد. این امر، صنعت گردشگری را به دومین منبع درآمد ارزی مالزی تبدیل کرد. در سال ۲۰۲۲، گردشگری ۱۴ درصد از تولید ناخالص داخلی مالزی را تشکیل داد.
نهاد دولتی که مسئول ارتقاء گردشگری در مالزی می‌باشد، نهاد توریسم مالزی یا کمیته ترویج گردشگری مالزی (MTPB) است. در روز ۲۰ مه ۱۹۸۷ وزارت فرهنگ، هنر و گردشگری (MOCAT) تأسیس شد و شرکت توسعه گردشگری مالزی (TDC) به وزارتخانه جدید منتقل گردید. شرکت توسعه گردشگری مالزی از سال ۱۹۷۲ تا ۱۹۹۲ به فعالیت مشغول بود، که بعد به واسطه قانون کمیته ترویج گردشگری مالزی ۱۹۹۲، به کمیته ترویج گردشگری مالزی (MTPB) تبدیل شد.
در سال ۱۹۹۰، مالزی یک کمپین گردشگری به نام «مالزی خیره کننده. سال جشنواره‌ها» راه اندازی کرد که موفقیت‌آمیز تلقی شد و ۷٫۴ میلیون گردشگر را جذب کرد. پنج سال بعد، در سال ۱۹۹۴، مالزی کمپین دیگری با مضمون «مالزی خیره کننده. طبیعتی بیشتر» راه اندازی کرد که پذیرای ۱۰٫۲۲ میلیون گردشگر بود. در سال ۲۰۰۷، مالزی چشمگیرترین کمپین گردشگری خود را با عنوان «مالزی یک آسیای واقعی» راه اندازی کرد. این کمپین همزمان با پنجاهمین سال استقلال مالزی راه اندازی شد و در حد بسیار وسیعی ترویج و تبلیغ شد. دستاورد این کمپین فراتر از انتظارات بود و موفقیت بزرگی در پی داشت و ۲۰٫۹۷ میلیون گردشگر را جذب این کشور کرد.